# Чемпионат мира по фехтованию 1927
Чемпионат мира по фехтованию в 1927 году проходил в Виши (Франция). На момент проведения он считался европейским турниром, а статус чемпионата мира ему был присвоен задним числом в 1937 году.

## Общий медальный зачёт
| Место | Страна  | Золото | Серебро | Бронза | Всего |
| ----- | ------- | ------ | ------- | ------ | ----- |
| 1     | Франция | 1      | 2       | 0      | 3     |
| 2     | Венгрия | 1      | 1       | 1      | 3     |
| 3     | Италия  | 1      | 0       | 1      | 2     |
| 4     | Бельгия | 0      | 0       | 1      | 1     |
| Всего | Всего   | 3      | 3       | 3      | 9     |

## Медалисты
| Дисциплина               | Золото        | Серебро          | Бронза             |
| ------------------------ | ------------- | ---------------- | ------------------ |
| Шпага Личное первенство  | Жорж Бюшар    | Фернан Журдан    | Ксавье де Бёкелаэр |
| Рапира Личное первенство | Оресте Пулити | Филипп Катьо     | Джоаккино Гваранья |
| Сабля Личное первенство  | Шандор Гомбош | Эдён Терстьянски | Дьюла Гликаиш      |